# Habronyx aclerivorus
Habronyx aclerivorus är en stekelart som först beskrevs av Sievert Allen Rohwer 1915.  Habronyx aclerivorus ingår i släktet Habronyx och familjen brokparasitsteklar. Inga underarter finns listade i Catalogue of Life.